# 22903 Georgeclooney
22903 Georgeclooney è un asteroide della fascia principale. Scoperto nel 1999, presenta un'orbita caratterizzata da un semiasse maggiore pari a 2,3907591 UA e da un'eccentricità di 0,2442733, inclinata di 25,41791° rispetto all'eclittica.